# Ludmiła Pachomowa
Ludmiła Aleksiejewna Pachomowa, ros. Людмила Алексеевна Пахомова (ur. 31 grudnia 1946 w Moskwie, zm. 17 maja 1986 tamże) – rosyjska łyżwiarka figurowa, startująca w parach tanecznych z mężem Aleksandrem Gorszkowem. Mistrzyni olimpijska z Innsbrucka (1976), 6-krotna mistrzyni świata (1970–1976), 6-krotna mistrzyni Europy (1970–1976), 9-krotna mistrzyni Związku Radzieckiego (1964–1966, 1969–1971, 1973–1975).
W 1974 roku Pachomowa i Gorszkow zadebiutowali wykonaniem tańca Tango Romantica, który wymyślili wraz z trenerem. Bazując na oryginalnym układzie, taniec ten wymaga głębokich krawędzi i precyzyjnych ruchów. Międzynarodowa Unia Łyżwiarska (ISU) przyjęła go jako jeden ze wzorów tańca obowiązkowego tzw. pattern dance wykonywany przez pary taneczne.
Pachomowa i Gorszkow rozpoczęli wspólną jazdę w maju 1966 i niedługo potem zostali parą w życiu prywatnym. Gorszkow oświadczył się Pachomowej, jednak jej warunkiem przyjęcia zaręczyn było wywalczenie tytułu mistrzów świata. Para wywalczyła tytuł w 1970 roku i zaraz potem pobrała się. W 1977 roku na świat przyszła ich córka Julja.
Po zakończeniu kariery sportowej w 1976 roku pracowała jako trener łyżwiarstwa figurowego, w tym jako trener sowieckiej drużyny narodowej. Zmarła na białaczkę w 1986 roku w wieku 39 lat.
Pochowana na Cmentarzu Wagańkowskim w Moskwie.

## Osiągnięcia

### Z Aleksandrem Gorszkowem
| Zawody               | 66–67          | 67–68          | 68–69          | 69–70          | 70–71          | 71–72          | 72–73          | 73–74          | 74–75          | 75–76          |                |                |                |                |                |                |                |
| Międzynarodowe       | Międzynarodowe | Międzynarodowe | Międzynarodowe | Międzynarodowe | Międzynarodowe | Międzynarodowe | Międzynarodowe | Międzynarodowe | Międzynarodowe | Międzynarodowe | Międzynarodowe | Międzynarodowe | Międzynarodowe | Międzynarodowe | Międzynarodowe | Międzynarodowe | Międzynarodowe |
| -------------------- | -------------- | -------------- | -------------- | -------------- | -------------- | -------------- | -------------- | -------------- | -------------- | -------------- | -------------- | -------------- | -------------- | -------------- | -------------- | -------------- | -------------- |
| Igrzyska olimpijskie |                |                |                |                |                |                |                |                |                | 1              |                |                |                |                |                |                |                |
| Mistrzostwa świata   | 13             | 6              | 2              | 1              | 1              | 1              | 1              | 1              |                | 1              |                |                |                |                |                |                |                |
| Mistrzostwa Europy   | 10             | 5              | 3              | 1              | 1              | 2              | 1              | 1              | 1              | 1              |                |                |                |                |                |                |                |
| Prize of Moscow News |                |                |                | 1              | 1              | 1              | 1              |                | 1              | 1              |                |                |                |                |                |                |                |
| Krajowe              |                |                |                |                |                |                |                |                |                |                |                |                |                |                |                |                |                |
| Mistrzostwa ZSRR     | 2              | 2              | 1              | 1              | 1              |                | 1              | 1              | 1              |                |                |                |                |                |                |                |                |

### Z Wiktorem Ryżkinem
| Zawody             | 1964           | 1965           | 1966           |                |                |                |                |                |                |                |                |                |                |                |                |                |                |
| Międzynarodowe     | Międzynarodowe | Międzynarodowe | Międzynarodowe | Międzynarodowe | Międzynarodowe | Międzynarodowe | Międzynarodowe | Międzynarodowe | Międzynarodowe | Międzynarodowe | Międzynarodowe | Międzynarodowe | Międzynarodowe | Międzynarodowe | Międzynarodowe | Międzynarodowe | Międzynarodowe |
| ------------------ | -------------- | -------------- | -------------- | -------------- | -------------- | -------------- | -------------- | -------------- | -------------- | -------------- | -------------- | -------------- | -------------- | -------------- | -------------- | -------------- | -------------- |
| Mistrzostwa świata |                |                | 10             |                |                |                |                |                |                |                |                |                |                |                |                |                |                |
| Mistrzostwa Europy |                |                | 7              |                |                |                |                |                |                |                |                |                |                |                |                |                |                |
| Krajowe            |                |                |                |                |                |                |                |                |                |                |                |                |                |                |                |                |                |
| Mistrzostwa ZSRR   | 1              | 1              | 1              |                |                |                |                |                |                |                |                |                |                |                |                |                |                |

## Nagrody i odznaczenia
- Światowa Galeria Sławy Łyżwiarstwa Figurowego – 1988[7]